# سامی العبدالله
سامی العبدالله (عربی: سامي سليمان سرور العبدالله؛ زادهٔ ۸ ژانویهٔ ۱۹۶۷) دونده دو سرعت اهل قطر بود.